# Torre del Cambrer
Torre del Cambrer o Castell del Cambrer és un monument protegit com a bé cultural d'interès nacional del municipi de Reus (Baix Camp).

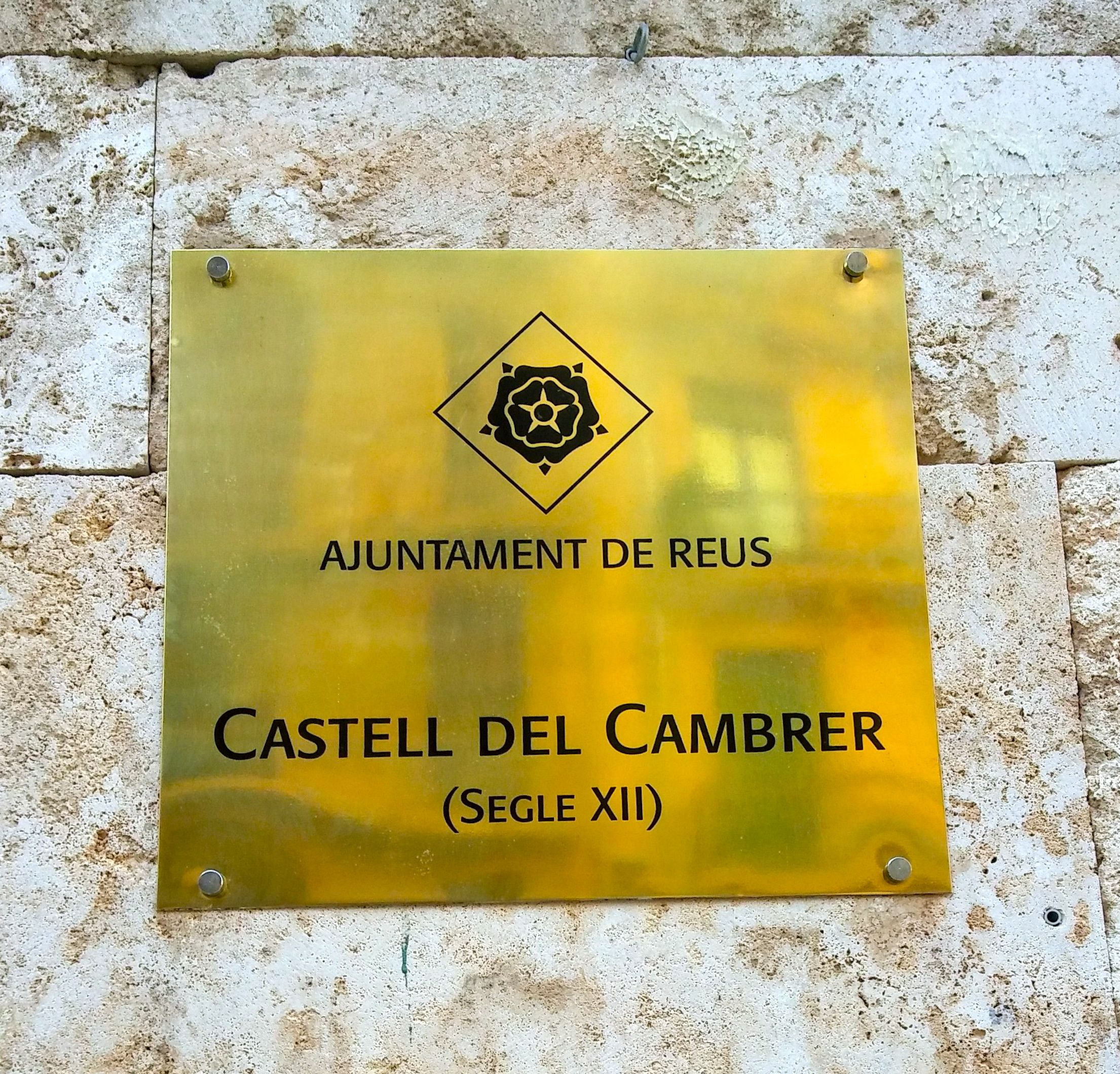
Placa a la porta del Castell del Cambrer

## Descripció
Actualment és un edifici entre mitgeres de planta baixa i dos pisos, situat a la plaça del Castell. La façana presenta gran simetria vertical, tant per les obertures com pels dos cossos laterals de pedra que marquen el conjunt. La composició de la part central ve donada per un envidriat que va des de la planta baixa fins al segon pis. Presenta bigues metàl·liques i travessos de fusta. L'edifici té sostres molt alts i arquejats, connectats mitjançant escales i ascensor. Al vestíbul hi ha una sala que fa funcions de sala d'exposicions. Al primer pis hi ha una sala diàfana i a l'últim pis hi ha unes golfes amb compactes. De l'antic Castell del Cambrer només queden uns arcs apuntats a la planta baixa i al primer pis. Tot el conjunt és adossat a la Prioral de Sant Pere.

## Història
L'edifici, documentat l'any 1171, era residència dels cambrers de la vila, que eren canonges a la Seu de Tarragona. En el seu inici devia ser només una torre solitària situada en un turó i destinada a vigilar els camins que confluïen al caseriu de Reus. Les cartes de població atorgades pel castlà Bernat de Bell-lloc el 1184 i pel cambrer Joan de Sant Boi el 1186 fan referència, les dues, a l'obligació dels veïns a contribuir a les obres del castell i de la muralla. L'any 1229 el castell el constituïen diversos edificis, amb barbacana i estava voltat per un vall. Un inventari realitzat a la mort del cambrer Joan Pere l'any 1476, diu que el castell tenia: entrada, celler, coberta, presó, estable, cuina, cambra, rebost, cambra gran i cambra del senyor. A més hi havia una fortalesa, «la Forta de Sant Miquel» al pati del castell. A la segona meitat del segle xv era només la residència del Cambrer. Al suprimir-se aquesta dignitat el 1528, el castell passà a ser propietat del capítol de canonges de Tarragona i es va anar degradant. Segons Bofarull, el 1569 el poble va posar foc al castell perquè els canonges se'l volien vendre, i el 1623 el capítol de Tarragona va ordenar enderrocar l'edifici, cosa que es devia fer parcialment. Es van anar venent parts de l'edifici i el 1664 només quedava la part que ara es coneix amb aquest nom.

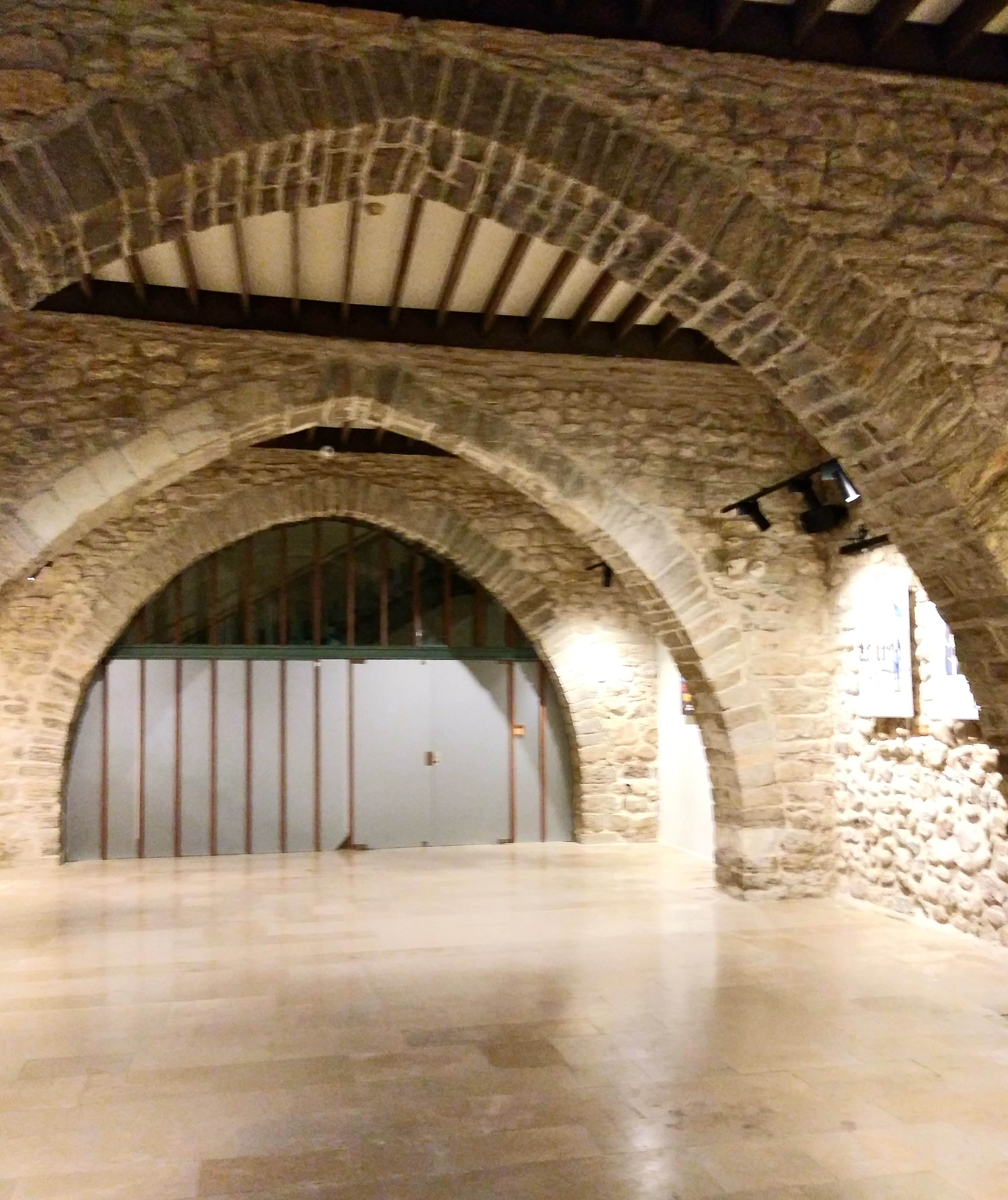
Interior del Castell del Cambrer en l'actualitat (2019)

 Va ser habilitada com a casa de veïns, i fins al 1915 no es va parlar de la recuperació d'aquest patrimoni. Després de diversos projectes, cap reeixit, Joan de Dalmau, que n'era propietari, el va cedir a l'Ajuntament de Reus el 1949. Altres projectes no van seguir endavant, tot i que el 1965 es va fer una neteja general i el 1975 a través d'un patronat es va començar una rehabilitació. A principis dels anys 80 es va signar un conveni amb la Generalitat de Catalunya per tal de convertir-lo en Arxiu Municipal i Comarcal. L a remodelació de l'edifici es va acabar l'any 1986 amb projecte i direcció dels arquitectes Jordi Álvarez i Ernest Minguillón i es va inaugurar el 16 de desembre d'aquell any.
L'Arxiu Comarcal compartia espai amb l'Arxiu Municipal i aviat va resultar insuficient. Actualment els dos arxius segueixen compartint espai en un nou edifici. El Castell del Cambrer, anomenat Centre Cultural Castell del Cambrer, és actualment una sala d’actes polivalent on es celebren xerrades, exposicions i concerts.